# Mecistophylla
Mecistophylla is een geslacht van vlinders van de familie snuitmotten (Pyralidae), uit de onderfamilie Galleriinae.

## Soorten
- M. amechanica Turner, 1941
- M. psara Turner, 1937
- M. sporadica Turner, 1947
- M. stenopepla (Turner, 1904)